# Olszewki
Olszewki (niem. Olschöwken, w latach 1938–1946 Kornau (Ostpr.)) – wieś w Polsce położona w województwie warmińsko-mazurskim, w powiecie szczycieńskim, w gminie Dźwierzuty.
W latach 1954–1957 wieś należała i była siedzibą władz gromady Olszewki, po jej zniesieniu w gromadzie Dźwierzuty. W latach 1975–1998 miejscowość położona była w województwie olsztyńskim.
Wieś pierwotnie należała do dóbr rycerskich. Później, przywilejem lokacyjnym z roku 1438, przekształcona została w wieś czynszową. Pierwotny układ przestrzenny to owalnica, ze stawem i placem pośrodku. Murowana szkoła zbudowana została w 1894 r. W 1938 r. w ramach akcji germanizacyjnej zmieniono urzędową nazwę wsi na Kornau.